# طوقان الجبل أسود المنقار
طوقان الجبل أسود المنقار (الاسم العلمي: Andigena nigrirostris) (بالإنجليزية: Black-billed Mountain Toucan)‏ هو نوع من الطيور يتبع جنس طوقان الجبل من الفصيلة الطوقانية.